# Association Football Club Wimbledon
Ne doit pas être confondu avec Wimbledon Football Club.
Maillots
Actualités
L'AFC Wimbledon est un club de football anglais basé à Wimbledon, dans le sud-ouest de Londres.
Le club est fondé en 2002 par des supporters du Wimbledon FC alors que celui-ci est en instance de relocalisation à Milton Keynes, à près de 97 kilomètres au nord du quartier de Wimbledon. Ce projet rencontre la forte opposition des fans qui considèrent que le club ne serait alors plus légitime pour représenter le quartier ainsi que l'histoire et les traditions du Wimbledon FC. La relocalisation est finalisée en 2003 tandis que le Wimbledon FC devient l'année suivante le Milton Keynes Dons, les deux clubs faisant depuis l'objet d'une forte rivalité.
Partant de la neuvième division à sa fondation, il monte rapidement les échelons du football anglais avec six promotions en treize ans pour atteindre le niveau professionnel en 2011 puis la troisième division où il évolue depuis 2016 jusqu'à la saison de 2021-22 où il finira 23e, synonyme de relégation en League Two.

## Histoire

### Formation du club
Club amateur jusqu'à son élection au sein de la Football League en 1977, le Wimbledon FC se fait très rapidement remarquer en atteignant dès 1986 la première division avant de remporter la coupe d'Angleterre en 1988. À partir de 1991, le club est forcé d'abandonner son stade historique Plough Lane (en) en raison de nouvelles réglementations liées à la sécurité dans les stades. Il cohabite ainsi pendant près de douze ans au Selhurst Park avec le club de Crystal Palace en attente de la rénovation de son enceinte originelle, qui n'arrive finalement jamais tandis que le stade est fermé en 1998 puis démoli en 2002,. Cette situation fait que le club se retrouve sans enceinte attitrée pendant le reste des années 1990 et le début des années 2000. Dans le même temps, le Wimbledon FC est en butte à des difficultés financières croissants tout au long de cette période. Ainsi dès le milieu des années 1990, l'idée d'une relocalisation du club à Dublin est mise sur la table, mais reste sans suite.
Après la relégation du Wimbledon FC en 2000, la situation du club devient de plus en plus précaire tandis qu'une proposition de fusion avec les Queens Park Rangers est avortée en 2001. Au mois d'août 2001, les dirigeants du club annoncent finalement leur intention de relocaliser l'équipe dans la ville de Milton Keynes. Malgré l'opposition ferme des supporters du club, le déplacement est autorisé par la Football League et la Football Association le 28 mai 2002.
En réaction à cette décision, une partie des fans du Wimbledon FC se rassemble pour fonder deux jours plus tard l'AFC Wimbledon. L'entraîneur, les couleurs ainsi que le logo du nouveau club sont révélés le 13 juin tandis que l'effectif est constitué à la fin du mois après une campagne de détection concernant près de 230 joueurs. En parallèle le club est accepté au sein de la Combined Counties Football League (en).

### Débuts dans les divisions inférieures (2002-2011)

#### Combined Counties League (2002-2004)
Pour sa première saison en compétition, l'AFC Wimbledon prend part à la Combined Counties Premier Division, qui est l'équivalent du neuvième échelon anglais. Alors dirigé par l'ancien joueur Terry Eames, le club dispute sa première rencontre le 10 juillet 2002 à l'occasion d'un match amical contre le rival Sutton United devant 4 657 personnes,. À l'issue de la saison, l'AFC Wimbledon termine finalement en troisième position malgré un total de 111 points en 46 matchs, soit treize de moins que le leader Withdean 2000.
Nettement plus dominateur lors de l'exercice suivant, Wimbledon termine cette fois nettement premier, remportant 42 de ses 46 matchs pour quatre matchs nuls et aucune défaite,. La saison du club est cependant marquée par la suspension puis le renvoi de l'entraîneur Terry Eames pour des raisons disciplinaires durant le mois de février 2004,. Il est par la suite remplacé par son assistant Nick English qui dirige l'équipe pour la fin de la saison. En parallèle, il remporte également la Premier Challenge Cup de la Combined Counties League contre North Greenford United le 30 avril 2004,.

#### Isthmian League (2004-2008)

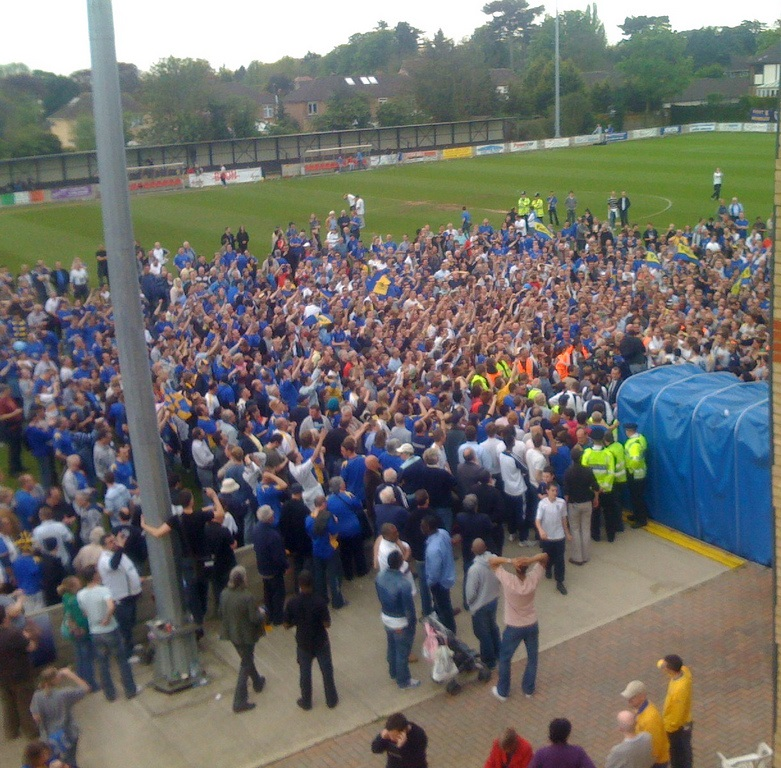
Les joueurs et les supporteurs de l'AFC Wimbledon célèbrent la montée en Conference South à l'issue des barrages le 3 mai 2008.

Peu après la fin de la saison précédente, le club nomme Dave Anderson à la tête de l'équipe. Alors que Wimbledon fait sous ses ordres son entrée dans la deuxième division de l'Isthmian Football League, le club continue sur sa lancée de l'exercice précédent et termine une nouvelle fois champion de sa division avec 97 points en 42 matchs, soit neuf de plus que son dauphin. Il remporte également la Surrey Senior Cup, et prend cette saison-là part à sa première édition de la coupe d'Angleterre où il atteint le troisième tour de qualification avant d'être éliminé par le Thurrock FC. Durant ce même exercice, l'AFC Wimbledon établit de plus le nouveau record national de matchs consécutifs sans défaite, atteignant un total de 78 rencontres invaincues entre le 22 février 2003 et le 4 décembre 2004 et une défaite contre les Cray Wanderers,.
Faisant donc son entrée dans la première division de l'Isthmian League lors de l'exercice 2005-2006, Wimbledon échoue cette fois-ci à la promotion directe mais parvient à se qualifier pour les barrages de promotion en se classant quatrième en championnat. Il est cependant éliminé à l'issue des demi-finales par le Fisher Athletic et ne peut enchaîner une troisième promotion d'affilée. Le club atteint en parallèle une nouvelle fois la finale de la Surrey Senior Cup où il est cette fois éliminé par le Kingstonian FC.
La saison 2006-2007 est quant à elle marquée par le menace d'un retrait de 18 points par la fédération anglaise durant le mois de février 2007, en raison de l'alignement de Jermaine Darlington (ancien joueur du Wimbledon FC) pour trois rencontres, ce dernier n'ayant pas été enregistré correctement au préalable et ayant donc joué ces rencontres illégalement. La sanction est finalement réduite à seulement trois points de pénalité après appel du club. Wimbledon termine par la suite cinquième à l'issue de la saison et se qualifie finalement pour les barrages avant d'être à nouveau battu d'entrée, cette fois par Bromley. Ce nouvel échec amène au départ de Dave Anderson à l'issue de la saison qui est remplacé dans la foulée par Terry Brown,.
Sous la direction du nouvel entraîneur, Wimbledon parvient à atteindre la troisième place du championnat à l'issue de l'exercice 2007-2008 et à prendre part aux barrages de promotion pour la troisième année de suite. Cette dernière campagne s'avère nettement plus fructueuse. L'équipe parvenant cette fois à passer le cap des demi-finales aux dépens de l'AFC Hornchurch avant de l'emporter à l'issue de la finale contre Staines Town le 3 mai 2008, notamment à la faveur de deux buts dans les dix dernières minutes pour une victoire 2-1. Elle assure ainsi sa promotion dans la Conference South (sixième division anglaise),.

#### Football Conference (2008-2011)
Pour son entrée dans la compétition, Wimbledon parvient à l'emporter dès sa première saison, terminant avec un total de 88 points en 42 matchs, soit trois de plus que l'Hampton & Richmond Borough, pour assurer une deuxième promotion consécutive et son entrée dans la Conference National, cinquième échelon du football anglais et plus haut échelon amateur avant les championnats professionnels de la Football League. La rencontre du titre disputée à domicile contre St. Albans City permet par ailleurs d'établir le record d'affluence du Kingsmeadow, enceinte du club depuis sa fondation, avec un total de 4 722 spectateurs,. La saison 2009-2010 qui suit voit quant à elle Wimbledon naviguer dans le milieu de classement, terminant finalement huitième à 14 points de barrage de promotion et constituant le premier exercice à l'issue duquel le club termine hors des cinq premières positions de sa division,.
Lors de la saison 2010-2011, le club parvient cette fois à se hisser à la deuxième place du championnat, finissant avec un total de 90 points en 46 matchs, soit 15 de moins que le champion Crawley Town et six de plus que le troisième Luton Town. Devant donc se contenter d'une qualification pour les barrages de promotion, Wimbledon entame ceux-ci avec une très large victoire face à Fleetwood Town sur le score total de 8 buts à 1. La finale des barrages, disputée au City of Manchester Stadium, voit le club être confronté à Luton Town le 21 mai 2011. Au terme d'une rencontre serrée à l'issue de laquelle aucun but n'est marqué, Wimbledon sort finalement vainqueur de la confrontation à la faveur des tirs au but et fait ainsi son entrée dans le monde professionnel en se qualifiant pour la quatrième division. Ce succès permet au club d'accomplir sa cinquième promotion en neuf ans, une des ascensions les plus rapides du football anglais, et de devenir le premier club fondé au XXIe siècle à atteindre les divisions professionnelles,.

### Entrée dans le monde professionnel (depuis 2011)

#### League Two (2011-2016)

La rapide ascension de l'AFC Wimbledon depuis sa fondation en 2002. Il n'a fallu que neuf ans au club pour atteindre les divisions professionnelles.

Pour ses débuts dans le monde professionnel à l'occasion de la saison 2011-2012, Wimbledon entame l'exercice de manière positive en remportant sept de ses douze premiers matchs et se classant alors troisième. Ces bons débuts ne durent cependant pas et le club se retrouve très vite à se battre pour se maintenir, terminant finalement l'exercice en seizième position avec dix points d'avance sur le maintien.
La saison 2012-2013, qui marque notamment les dix ans du club, s'avère elle aussi très difficile, les mauvais résultats du début d'exercice marquant la fin de l'ère Terry Brown qui est démis de ses fonctions le 19 septembre 2012 après cinq années à la tête de l'équipe. Après un bref intérim de Simon Bassey, c'est le vétéran de l'ancien Wimbledon FC Neal Ardley (en) qui reprend la tête de l'équipe le 10 octobre 2012. Deux mois après cette nomination, l'AFC Wimbledon connaît le 2 décembre sa première confrontation officielle avec le Milton Keynes Dons, le successeur du Wimbledon FC après sa relocalisation en 2003, dans le cadre du troisième tour de la coupe d'Angleterre. La rencontre s'achève finalement sur une défaite de Wimbledon sur le score de 2-1 avec un but concédé en toute fin de match. En danger constant en championnat tout au long de l'exercice, l'équipe réussit finalement à conserver sa place au niveau professionnel à l'issue de la dernière journée à la faveur d'une victoire à domicile contre Fleetwood Town qui lui permet de finir vingtième, à deux points du premier relégable.
L'exercice 2013-2014 est quant à lui relativement plus tranquille pour le club, qui gravite cette fois autour du milieu de classement tout au long de la saison. Il se voit malgré tout infliger une pénalité de trois points le 28 avril 2014 après avoir aligné de manière illégale Jake Nicholson lors d'une victoire contre Cheltenham Town le mois précédent. Cette sanction combinée à de mauvais résultats lors des dernières journées voient Wimbledon terminer une nouvelle fois vingtième, finissant avec seulement trois points d'avance sur la descente. En parallèle, la rencontre du club avec Dagenham & Redbridge fait l'objet d'une tentative ratée d'arrangement le 26 novembre 2013 dans le cadre d'un scandale de matchs truqués qui touche alors les divisions inférieures anglaises.
Les premiers mois de la saison 2014-2015 sont marqués par deux oppositions entre l'AFC Wimbledon et le Milton Keynes Dons, la première durant le premier tour de la Coupe de la Ligue, remportée par ce dernier le 12 août 2014 (1-3), et la seconde le 7 octobre dans le cadre du Football League Trophy, d'où Wimbledon ressort cette fois vainqueur sur le score de 3-2 avec notamment un but de la recrue estivale Adebayo Akinfenwa. L'équipe réalise également une performance notable dans la coupe d'Angleterre en atteignant le troisième tour de la compétition avec d'être éliminé par Liverpool (1-2). Pendant ce temps en championnat, l'équipe passe une fois de plus la saison dans le milieu du classement pour finir en quinzième position.

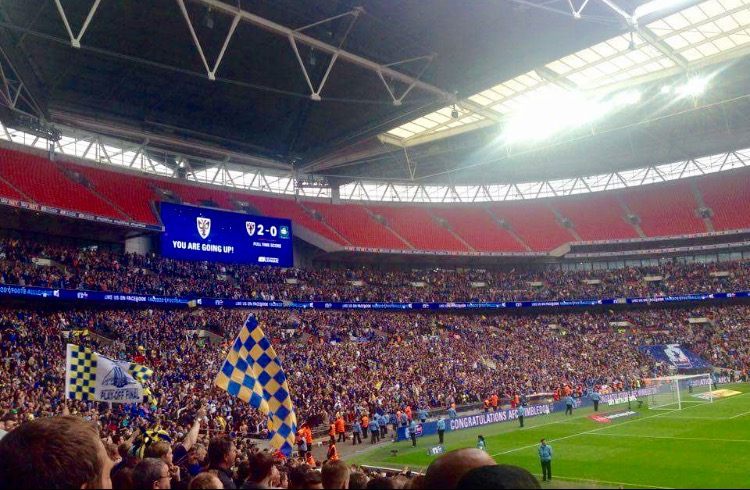
Près de 20000 supporters de l'AFC Wimbledon font le déplacement à Wembley à l'occasion de la victoire du club en barrage de promotion le 30 mai 2016.

Malgré des débuts compliqués dans les premiers mois de l'exercice 2015-2016, Wimbledon parvient progressivement à remonter la pente et à se positionner comme prétendant à une place pour les barrages de promotion durant la deuxième partie de saison. Remportant notamment sept de ses dix derniers matchs, le club parvient finalement à s'assurer la septième place et à se qualifier pour les barrages. Victorieux du match aller de la demi-finale à domicile contre Accrington Stanley devant une affluence record de 4 870 personnes grâce à un but de Tom Beere dans les dernières minutes de la rencontres (1-0), Wimbledon parvient ensuite à obtenir le match nul 2-2 à l'issue de la rencontre retour au terme de la prolongation pour se qualifier en finale. Ce dernier match, disputé au stade de Wembley le 30 mai 2016, soit exactement quatorze ans après la fondation du club, s'achève finalement par la victoire de Wimbledon (2-0) qui décroche ainsi son ticket pour la League One (troisième division) après cinq années passées au quatrième échelon.

#### League One (2016-2022)
Pour ses débuts en troisième division lors de la saison 2016-2017, l'AFC Wimbledon se retrouve notamment pour la première fois au même niveau que le Milton Keynes Dons, précédemment relégué du deuxième échelon. Leurs deux oppositions s'achèvent successivement sur la victoire de ces derniers le 10 décembre 2016 (0-1) puis sur la victoire de Wimbledon le 14 mars 2017 (2-0). Malgré des résultats prometteurs durant la première moitié de saison qui permettent au club de naviguer autour des places de barragistes, cette bonne dynamique retombe durant la deuxième partie de l'exercice. L'équipe n'enregistre alors que six victoires après le mois de novembre 2016 pour finalement terminer quinzième.
La saison 2017-2018 s'avère quant à elle beaucoup plus compliquée pour le club qui passe une grande partie de l'exercice dans les places de relégation, avec notamment un décompte de seulement cinq victoires à la fin du mois de décembre 2017. Wimbledon parvient par la suite remonter la pente, connaissant notamment une série de sept matchs sans défaite en toute fin de saison pour finalement assurer son maintien en finissant dix-huitième à trois points du premier relégable. En parallèle, le club se voit autoriser la construction d'un nouveau stade à l'emplacement de l'ancien Plough Lane le 13 décembre 2017. Il atteint également au même moment le troisième tour de la coupe d'Angleterre où il est opposé à Tottenham Hotspur, qui s'impose largement 3-0.
Après un nouveau mauvais début lors de l'exercice 2018-2019, durant lequel Wimbledon ne remporte que trois de ses dix-sept premiers matchs, l'entraîneur Neal Ardley (en) quitte ses fonctions le 12 novembre 2018 après plus de six années à la tête du club. Il est par la suite remplacé par Wally Downes, un autre vétéran de l'ancien Wimbledon FC. Sous ses ordres, l'équipe réalise dans un premier temps un parcours notable dans la coupe nationale, atteignant le cinquième tour de la compétition en battant notamment West Ham United (4-2) avant d'être éliminé par Millwall (0-1). Pendant ce temps en championnat Wimbledon parvient une nouvelle à retrouver la forme durant la fin de saison, ne connaissant notamment la défaite qu'à deux reprises lors des quinze dernières journées pour finalement se classer en vingtième position. Le club n'échappe à la relégation qu'à la faveur de la différence de buts aux dépens de Plymouth Argyle.
Peu après le début de la saison 2019-2020, l'entraîneur Wally Downes est suspendu de ses fonctions le 25 septembre 2019 pour avoir transgressé les règles de la fédération anglaise relatives aux paris sportifs. Il est par la suite remplacé par son assistant Glyn Hodges qui devient entraîneur principal à partir du mois d'octobre. Sur le schéma des deux exercices précédents, Wimbledon connaît des débuts très difficiles, ne gagnant son premier match que lors de la douzième journée. Il continue par la suite de flirter avec les places de relégation en raison de ses résultats inconstants jusqu'à la suspension du championnat au mois de mars 2020 en raison de la pandémie de Covid-19 au Royaume-Uni. Après l'arrêt définitif de la compétition durant le mois de juin, le club termine finalement la saison en vingtième position après application du critère des points par match, et échappe à nouveau de peu à la relégation.
Après près de trois années de construction, et pour la première fois depuis 1991, l'AFC Wimbledon fait son retour au sein du stade Plough Lane au début du mois de novembre 2020. Par la suite, les résultats décevants de la première partie de l'exercice 2020-2021, qui entraînent le club dans la zone de relégation, amènent au départ de Glyn Hodges à la fin du mois de janvier 2021 et son remplacement par Mark Robinson, entraîneur dans les équipes de jeunes. Sous ses ordres, la forme de l'équipe s'améliore considérablement et Wimbledon assure finalement son maintien lors de l'avant-dernier match.
À l'issue d'une saison 2021-2022 moribonde qui voit le club ne remporter que 6 rencontres pour 19 matchs nul et 21 défaites, et finir l'exercice sur une série de 27 matchs sans victoires, Wimbledon connaît finalement la première relégation de son histoire en terminant avant-dernier au classement avec trois points de retard sur le maintien.

#### League Two (2022-2025)
A l'issue de la saison 2024-25, le club est promu en League One.

## Bilan sportif

### Palmarès
| Compétitions nationales | Championnats mineurs | Coupes mineures |
| - Championnat d'Angleterre de D3 (0) : - Meilleur classement : 15e en 2016-2017. - Coupe d'Angleterre (0) : - Meilleur parcours : 5e tour en 2019. | - D5 - Conference National (0) : - Vice-champion : 2011. - D6 - Conference South (1) : - Champion : 2009. - D8 - Isthmian Football League First Division (1) : - Champion : 2005. - D9 - Combined Counties Premier Division (1) : - Champion : 2004. | - Supporters Direct Trust Cup winners (3) : - Vainqueur : 2003, 2006, 2010. - Finaliste : 2005, 2007 et 2009. - London Senior Cup (1) : - Vainqueur : 2014. - Finaliste : 2010. - Lanes Cup (1) : - Vainqueur : 2008 et 2012. - Trevor Jones Memorial Trophy (1) : - Vainqueur : 2005, 2006, 2008 et 2009. - Finaliste : 2004 et 2009. - Surrey Senior Cup (1) : - Vainqueur : 2005. - Finaliste : 2006. - CCL Premier Challenge Cup (1) : - Vainqueur : 2004. |

### Bilan par saison
Légende du tableau
| Champion / Vainqueur | Deuxième / Finaliste | Troisième | Promotion | Relégation |

Les changements de divisions sont indiqués en gras.
- Première division = Premier League
- Deuxième division = Championship
- Troisième division = League One
- Quatrième division = League Two

| Saison    | Championnat          | Championnat | Championnat | Championnat | Championnat | Championnat | Championnat | Championnat | Championnat | Championnat | Coupes nationales  | Coupes nationales | Coupes nationales    | Coupes nationales |
| Saison    | Division             | Pos         | Pts         | J           | V           | N           | D           | BP          | BC          | Diff.       | Coupe d'Angleterre | Coupe de la Ligue | EFL Trophy           |                   |
| --------- | -------------------- | ----------- | ----------- | ----------- | ----------- | ----------- | ----------- | ----------- | ----------- | ----------- | ------------------ | ----------------- | -------------------- | ----------------- |
| 2002-2003 | Combined Counties D1 | 3e          | 111         | 46          | 36          | 3           | 7           | 125         | 46          | +79         | —                  | —                 | —                    |                   |
| 2003-2004 | Combined Counties D1 | 1er         | 130         | 46          | 42          | 4           | 0           | 180         | 32          | +148        | —                  | —                 | —                    |                   |
| 2004-2005 | Isthmian League D2   | 1er         | 97          | 42          | 29          | 10          | 3           | 91          | 33          | +58         | Troisième tour Q   | —                 | —                    |                   |
| 2005-2006 | Isthmian League D1   | 4e          | 77          | 42          | 22          | 11          | 9           | 67          | 36          | +31         | Deuxième tour Q    | —                 | —                    |                   |
| 2006-2007 | Isthmian League D1   | 5e          | 75-3        | 42          | 21          | 15          | 6           | 76          | 37          | +39         | Quatrième tour Q   | —                 | —                    |                   |
| 2007-2008 | Isthmian League D1   | 3e          | 75          | 42          | 22          | 9           | 11          | 81          | 47          | +34         | Troisième tour Q   | —                 | —                    |                   |
| 2008-2009 | Conference South     | 1er         | 88          | 42          | 26          | 10          | 6           | 86          | 36          | +50         | Premier tour       | —                 | —                    |                   |
| 2009-2010 | Conference National  | 8e          | 64          | 44          | 18          | 10          | 16          | 61          | 47          | +14         | Premier tour       | —                 | —                    |                   |
| 2010-2011 | Conference National  | 2e          | 90          | 46          | 27          | 9           | 10          | 83          | 47          | +36         | Deuxième tour      | —                 | —                    |                   |
| 2011-2012 | League Two           | 16e         | 54          | 46          | 15          | 9           | 22          | 62          | 78          | -16         | Deuxième tour      | Tour préliminaire | Quarts de finale Sud |                   |
| 2012-2013 | League Two           | 20e         | 53          | 46          | 14          | 11          | 21          | 54          | 76          | -22         | Deuxième tour      | Premier tour      | Premier tour Sud     |                   |
| 2013-2014 | League Two           | 20e         | 53-3        | 46          | 14          | 14          | 18          | 49          | 57          | -8          | Premier tour       | Premier tour      | Premier tour Sud     |                   |
| 2014-2015 | League Two           | 15e         | 58          | 46          | 14          | 16          | 16          | 54          | 60          | -6          | Troisième tour     | Premier tour      | Quarts de finale Sud |                   |
| 2015-2016 | League Two           | 7e          | 75          | 46          | 21          | 12          | 13          | 64          | 50          | +14         | Premier tour       | Premier tour      | Premier tour Sud     |                   |
| 2016-2017 | League One           | 15e         | 57          | 46          | 13          | 18          | 15          | 52          | 55          | -3          | Troisième tour     | Premier tour      | Deuxième tour Sud    |                   |
| 2017-2018 | League One           | 18e         | 53          | 46          | 13          | 14          | 19          | 47          | 58          | -11         | Troisième tour     | Premier tour      | Deuxième tour Sud    |                   |
| 2018-2019 | League One           | 20e         | 50          | 46          | 13          | 11          | 22          | 42          | 63          | -21         | Cinquième tour     | Deuxième tour     | Deuxième tour Sud    |                   |
| 2019-2020 | League One           | 20e         | 35          | 35          | 8           | 11          | 16          | 39          | 52          | -13         | Premier tour       | Premier tour      | Phase de groupes Sud |                   |
| 2020-2021 | League One           | 19e         | 51          | 46          | 12          | 15          | 19          | 54          | 70          | -16         | Deuxième tour      | Premier tour      | Quarts de finale     |                   |
| 2021-2022 | League One           | 23e         | 37          | 46          | 6           | 19          | 21          | 49          | 75          | -26         | Troisième tour     | Troisième tour    | Phase de groupes Sud |                   |
| 2022-2023 | League Two           | 21e         | 48          | 46          | 11          | 15          | 20          | 48          | 60          | -12         | Deuxième tour      | Premier tour      | Huitièmes de finale  |                   |
| 2023-2024 | League Two           | 10e         | 65          | 46          | 17          | 14          | 15          | 64          | 51          | +13         | Troisième tour     | Deuxième tour     | Quarts de finale     |                   |
| 2024-2025 | League Two           | 5e          | 73          | 46          | 20          | 13          | 13          | 56          | 35          | +21         | Deuxième tour      | Troisième tour    |                      |                   |

## Personnalités du club

### Entraîneurs
Le tableau suivant présente la liste des entraîneurs du club depuis 2002.
- Terry Eames (13 juin 2002 - 13 février 2004)
- Nicky English (intérim) (13 février 2004 - 11 mai 2004)
- Dave Anderson (11 mai 2004 - 2 mai 2007)
- Terry Brown (15 mai 2007 - 19 septembre 2012)
- Simon Bassey (intérim) (19 septembre 2012 - 10 octobre 2012)
- Neal Ardley (10 octobre 2012 - 12 novembre 2018)
- Wally Downes (4 décembre 2018 - 20 octobre 2019)
- Glyn Hodges (octobre 2019 - janvier 2021)
- Mark Robinson (janvier 2021 - mars 2022)

### Joueurs (joueur de l'année)
- 2003 :  Lee Sidwell
- 2004 :  Matt Everard
- 2005 :  Richard Butler
- 2006 :  Andy Little
- 2007 :  Antony Howard
- 2008 :  Jason Goodliffe
- 2009 :  Ben Judge
- 2010 :  Danny Kedwell
- 2011 :  Sam Hatton
- 2012 :  Sammy Moore
- 2013 :  Jack Midson
- 2014 :  Barry Fuller
- 2015 :  Adebayo Akinfenwa
- 2016 :  Paul Robinson
- 2017 :  Tom Elliott
- 2018 :  Deji Oshilaja
- 2019 :  Will Nightingale
- 2020 :  Terell Thomas

## Structure du club

### Stade
Le club évolue pendant près de 18 ans au Kingsmeadow, stade d'une capacité de 4 850 places localisé à Kingston upon Thames. Le stade est officiellement revendu à Chelsea au cours de l'année 2017. Cette décision a par ailleurs pour conséquence de forcer au déménagement le Kingstonian FC, qui utilisait lui aussi le stade en cohabitation.
Le projet de construction du nouveau stade est par la suite approuvé durant le mois de décembre 2017. D'une capacité attendue de 9 000 places, celui-ci est prévu pour être achevé dans le courant de la saison 2020-2021,.
Dans cette perspective, l'AFC Wimbledon quitte définitivement Kingsmeadow à la fin du mois de mai 2020 pour emménager dans sa nouvelle enceinte au début du mois de novembre suivant.
L'AFC Wimbledon joue ses quatre premiers matchs de la saison à domicile à Loftus Road, le stade des Queens Park Rangers. Le premier match à Plough Lane a lieu le 3 novembre 2020 contre l'équipe de Doncaster Rovers (2-2).

### Équipementiers et sponsors
Le club est sponsorisé depuis sa fondation par Sports Interactive, développeur du jeu de management Football Manager.
Les maillots de l'équipe sont fabriqués par Tempest Sports entre 2002 et 2014, puis par Admiral Sportswear de 2014 à 2018, puis Puma depuis 2018 à 2022 et de 2022 à 2023, Hummel.
À partir de la saison 2023-2024, l'équipementier est Umbro, pour une durée indéterminée.

### Historique du logo

2002-2020
depuis 2020